# Lista de códigos ISO 639-3
Estas são listas de ISO 639-3 código de línguas.
Índice |
a |
b |
c |
d |
e |
f |
g |
h |
i |
j |
k |
l |
m |
n |
o |
p |
q |
r |
s |
t |
u |
v |
w |
x |
y |
z
| Encontrar idioma                                                             |
| ---------------------------------------------------------------------------- |
| Digite um código de idioma ISO 639-3 para encontrar o artigo correspondente. |
|                                                                              |